# Isoocten
Isoocten (Diisobutylen, Diisobuten) ist ein Isomerengemisch aus der Gruppe der ungesättigten, aliphatischen Kohlenwasserstoffe (genauer der Alkene). Es ist isomer zu 1-Octen und stellt ein Stoffgemisch aus den beiden isomeren Formen 2,4,4-Trimethyl-1-penten und 2,4,4-Trimethyl-2-penten dar.

## Gewinnung und Darstellung
Isoocten kann aus Isobutylen gewonnen werden.

## Eigenschaften
| Gefahrensymbol | Gefahrensymbol |

| Gefahrensymbol | Gefahrensymbol |

| Gefahrensymbol | Gefahrensymbol | Gefahrensymbol |

| Gefahrensymbol | Gefahrensymbol |

| Gefahrensymbol | Gefahrensymbol |

| Gefahrensymbol | Gefahrensymbol |

## Verwendung
Isoocten wird als gaschromatographischer Standard, zur Herstellung von 2,4,4-Trimethyl-1-pentanol und 3,3-Dimethylbuten und als Ausgangsstoff für die Oxosynthese von Nonanolen verwendet. Diese wiederum werden als Basisstoffe zur Herstellung von Weichmachern oder Tensiden verwendet.

## Sicherheitshinweise
Die Dämpfe von Isoocten bilden mit Luft ein explosionsfähiges Gemisch (Flammpunkt 7 °C).